# Madrigalvers
Als Madrigalvers wird in der deutschen Verslehre eine ursprünglich aus der italienischen Musik stammende, auf das Madrigal zurückgehende Versart bezeichnet, die beginnend mit Caspar Zieglers Buch Von den Madrigalen in der Dichtung des Barock erscheint.
Madrigalverse sind alternierende Reimverse ohne feste Hebungszahl, sie können also aus Jamben oder Trochäen bestehen und unterschiedlich lang sein. Für den Reim gibt es kein festes Schema, häufig sind ungereimte Verse eingestreut, weshalb sich auch eine Gruppierung in Strophen erübrigt.
Die ausgesprochene Beliebtheit des Madrigalverses im 17. und 18. Jahrhundert erklärt sich aus der gleichzeitigen Beliebtheit der französischen Entsprechung, der vers mêlés, vor allem in den Fabeln von La Fontaine und den Lustspielen von Molière. Er wird daher bald schon für deutsche Fabeln verwendet, so bei Gellert, Hagedorn und Lessing. Von letzterem als Beispiel die Fabel Der Tanzbär
Ein Tanzbär war der Kett' entrissen,

Kam wieder in den Wald zurück,

Und tanzte seiner Schar ein Meisterstück

Auf den gewohnten Hinterfüßen.

„Seht“, schrie er, „das ist Kunst; das lernt man in der Welt.

Tut mir es nach, wenns euch gefällt,

Und wenn ihr könnt!“ Geh, brummt ein alter Bär,

Dergleichen Kunst, sie sei so schwer,

Sie sei so rar sie sei,

Zeigt deinen niedern Geist und deine Sklaverei.
Weiter wurde der Madrigalvers in den Lehrgedichten von Albrecht von Haller und Barthold Heinrich Brockes verwendet und von Wieland in den Komischen Erzählungen und in Oberon:
Goethe verwendete vier- bis sechshebige jambische Madrigalverse an verschiedenen prominenten Stellen im  Faust I, weshalb der Madrigalvers auch als Faustvers bezeichnet wird. Das folgende Beispiel stammt aus der „Schülerszene“:
Der Geist der Medicin ist leicht zu fassen;

Ihr durchstudirt die groß’ und kleine Welt,

Um es am Ende gehn zu lassen,

Wie’s Gott gefällt.

Vergebens daß ihr ringsum wissenschaftlich schweift,

Ein jeder lernt nur was er lernen kann;

Doch der den Augenblick ergreift,

Das ist der rechte Mann.
Der Madrigalvers wurde öfters auch als freier Vers bezeichnet, dieser Begriff wird aber heute für den ungereimten, metrisch nicht geregelten Vers ab dem 19. Jahrhundert verwendet, es ist daher besser, von freiem Reimvers zu sprechen.